# Dallas Opera
La Dallas Opera è una compagnia d'opera situata a Dallas, in Texas (USA). La compagnia fu fondata nel 1957 come Dallas Civic Opera da Lawrence Kelly e Nicola Rescigno, entrambi attivi con la Lyric Opera di Chicago, il primo come amministratore, il secondo come direttore artistico.
La compagnia ha lasciato il segno nell'opera americana molto prima dell'ascesa dell'opera regionale negli Stati Uniti, in particolare con l'apparizione di Maria Callas che inaugurò la prima stagione dell'Opera Civica con un recital inaugurale diretto da Rescigno.
Dal 1957 al 2009 la Dallas Opera si è esibita nella storica Music Hall del Fair Park. Ma per la stagione 2009-2010, l'Opera House di Margot e Bill Winspear, una sede del AT & T Performing Arts Center, divenne la nuova sede dell'opera. Quella stagione includeva la prima mondiale di Moby-Dick del compositore Jake Heggie, una delle tante nuove commissioni che sono state presentate dalla compagnia.

## I successi artistici della compagnia
La Callas tornò l'anno seguente per esibirsi ne La traviata in una produzione di Franco Zeffirelli e in Medea, diretta dal regista greco Alexis Minotis, due delle sue rare esibizioni negli Stati Uniti. Secondo John Ardoin, il critico musicale di lunga data di The Dallas Morning News, cantò nella Lucia di Lammermoor nella stagione del 1958. Le prove della Callas con Resigno alla direzione della Orchestra sinfonica di Dallas, il 20 novembre 1957 furono registrate, così come la sua esibizione in Medea del 6 novembre 1958.
Tra i successi della compagnia, uno scrittore osserva che "Dallas Opera potrà anche essere agli inizi, ma ciò che hanno realizzato è stato di altissimo livello", mentre in un'intervista John Ardoin sottolinea il ruolo di Laurence Kelly:
Molti cantanti stellari hanno fatto il loro debutto americano a Dallas, come Montserrat Caballé, Plácido Domingo, Gwyneth Jones, Waltraud Meier, Magda Olivero, Joan Sutherland, e Jon Vickers. Anche il regista sceneggiatore Franco Zeffirelli fece il suo debutto negli Stati Uniti. Dallas ha anche contribuito a lanciare le carriere di cantanti americani come Renée Fleming, Diana Soviero e Ruth Ann Swenson.
Dallas Opera ha commissionato l'opera di Dominick Argento The Aspern Papers e ha dato la sua prima mondiale, che è stata trasmessa a livello nazionale a quattro milioni di spettatori nella serie “Great Performances” della PBS nel 1988. La prima commissione della compagnia era per l'opera per bambini di Robert Xavier Rodriguez Monkey See, Monkey Do nel 1985. Altre commissioni furono per Thérèse Raquin di Tobias Picker nel 2001 e Moby-Dick di Jake Heggie nel 2010. Le commissioni recenti hanno incluso il compositore britannico Joby Talbot e Everest di Gene Scheer, basato su una catastrofica spedizione del 1996 al più alto picco del mondo; Great Scott, la lettera d'amore per l'opera e le arti classiche di Terrence McNally e Jake Heggie, con Joyce DiDonato, Ailyn Perez, Frederica von Stade, Nathan Gunn, Anthony Roth Costanzo e Kevin Burdette; e Becoming Santa Claus di Mark Adamo.

## Amministrazione
Anthony Whitworth-Jones diventò direttore generale nel 2001. Tuttavia i suoi piani per espandere il repertorio della compagnia non hanno avuto esito positivo sulla scia di una crisi economica nel corso del suo mandato e si dimise dalla carica nel 2003. Il suo successore, Karen Stone, è stato nominato a metà del 2003 come quinto direttore generale dell'azienda. In precedenza aveva lavorato con Graeme Jenkins all'Opera di Colonia in Germania, dove era il principale direttore ospite. Stone ha rassegnato le dimissioni dall'incarico dal 30 settembre 2007.
L'attuale Direttore Generale e Amministratore Delegato è Keith Cerny, che ha iniziato il suo mandato a maggio 2010 e ha immediatamente lanciato la serie di trasmissioni pubbliche in simultanea radio e TV, di enorme successo in luoghi che vanno dall'AT & T Stadium (sede dei Dallas Cowboys) al Klyde Warren Park. Cerny aprì nuovi orizzonti con la simultanea in nove città di Death and the Powers di Tod Machover che portò l'opera contemporanea all'avanguardia per il pubblico, da San Francisco a Stoccolma. Leader del settore nell'adozione delle ultime innovazioni tecnologiche nell'opera teatrale, Cerny è accreditato della stabilizzazione delle finanze aziendali, che permise a TDO di coinvolgere alcuni dei più importanti compositori e librettisti della nostra era per creare nuove opere e lanciare importanti iniziative tra cui il "Linda and Mitch Hart Institute for Women Conductors at The Dallas Opera" (2015) progettato per affrontare la sfida dello squilibrio di genere ai massimi livelli dell'industria della musica classica. Nel novembre 2015, l'attuale contratto di Cerny come direttore generale e CEO è stato prorogato fino al 2022.
Il direttore d'orchestra francese Emmanuel Villaume ha assunto la carica di direttore musicale il 30 aprile 2013, succedendo a Graeme Jenkins, che ha ricoperto la carica tra il 1994 e la fine della stagione 2012-2013, dopo di che ha preso il titolo di direttore musicale Emerito. Nel novembre 2015, anche il contratto di Villaume è stato esteso fino al giugno del 2022.

## Sede degli spettacoli della Dallas Opera

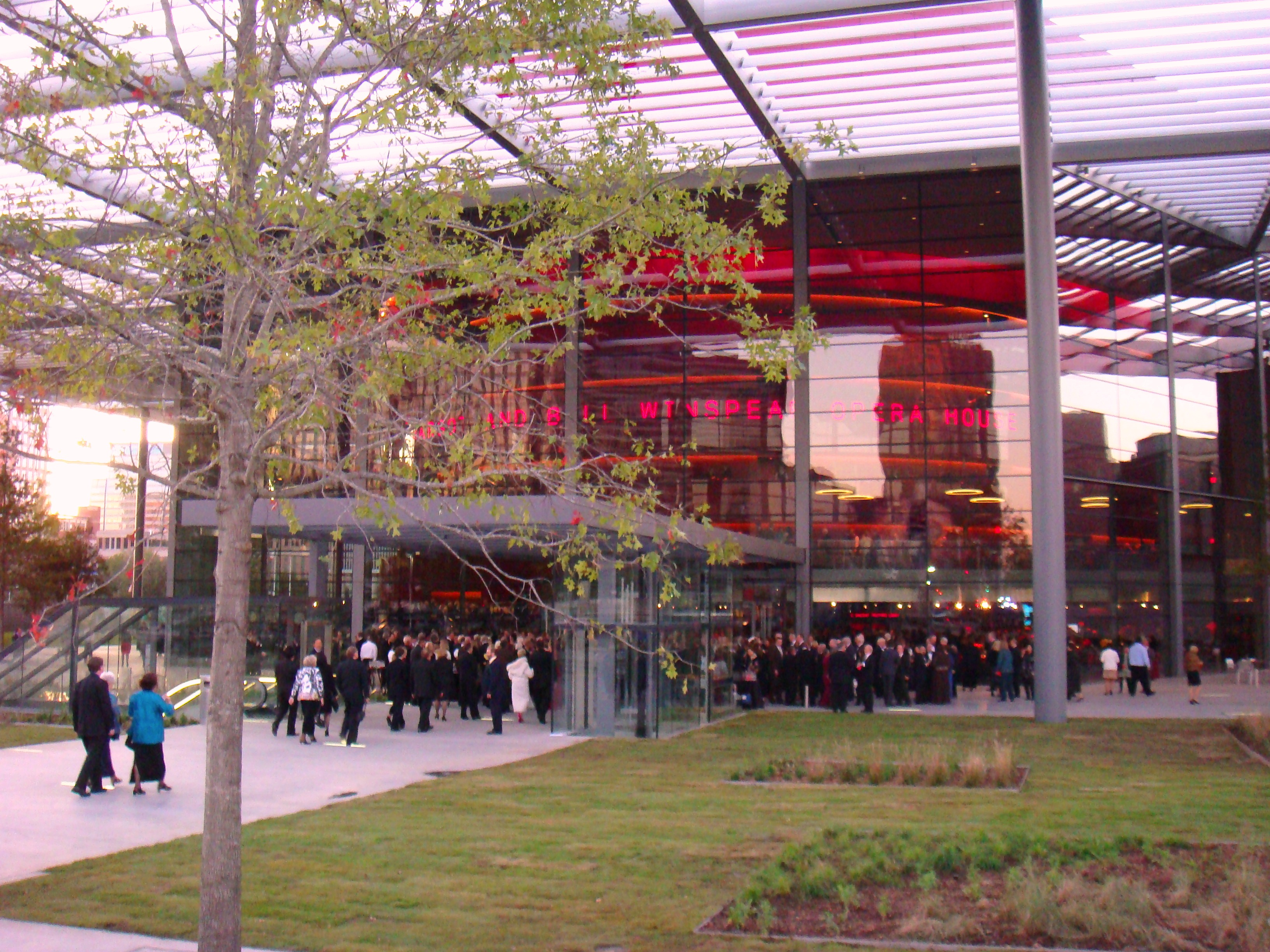
Esterno della Winspear Opera House

Al momento del trasferimento dell'Opera dalla Sala della Musica al Fair Park al nuovo Winspear Opera House, il Direttore Musicale Graeme Jenkins ha dichiarato che riteneva che la nuova sede si sarebbe dimostrato un motore di crescita per l'azienda previde che avrebbe operato nel futuro alla pari con la Lyric Opera di Chicago e la San Francisco Opera.